# Peó (mètrica)
En mètrica, el peó (o himne) és un peu mètric utilitzat tant en la poesia com en la prosa. Està format amb quatre síl·labes, una d'elles llarga i les altres tres curtes. Els peons van ser utilitzats sovint en l'himne tradicional grec per Apol·lo. Depenent de la posició de la síl·laba llarga, els quatre peons es denominen primer, segon, tercer, o quart. En els textos clàssics també es coneix alternativament com a peà.
| ¯ ˘ ˘ ˘ | peó primer |
| ˘ ¯ ˘ ˘ | peó segon  |
| ˘ ˘ ¯ ˘ | peó tercer |
| ˘ ˘ ˘ ¯ | peó quart  |

## Ús en prosa
El peó es va veure afavorit pels antics escriptors en prosa, ja que a diferència del dàctil, troqueu i iambe, no es va associar amb una mètrica poètica particular, com l'hexàmetre o el tetràmetre, produint així un so no gaire poètic ni familiar. Referent a l'ús de la peó en prosa, Aristòtil escriu:
“Tots els altres peus han de ser ignorats per les raons exposades; però el peó s'ha de mantenir, ja que és l'únic dels ritmes esmentats que no està adaptat a un sistema mètric, de manera que és més probable que es produeixi sense ser detectat”.
Aquesta tenia una especial importància per als oradors on, d'una banda, l'ús d'elements rítmics es creia que produïa un discurs memorable i, en moviment, es pensava que l'ús del ritme peònic ajudava que semblés menys artificiós i, per tant, més sincer, el que fa el seu discurs més eficaç. Segons el retòric romà Quintilià:
“Sobretot, cal amagar el treball utilitzat en el peó perquè els nostres ritmes semblin posseir un flux espontani, que no ha estat el resultat de la recerca elaborada o la compulsió.”
Segons Quintilià, el primer peó es va considerar particularment adequat al principi d'una frase, i el quart a l'extrem.